# Rifabutina
La rifabutina  è un antibiotico battericida del gruppo della rifamicina, dotata di un ampio spettro, viene utilizzata per curare la tubercolosi polmonare.

## Farmacocinetica
La rifabutina ha uno scarso assorbimento orale (20%). Essa ha un legame proteico del 70% circa e presenta un'ottima distribuzione nei tessuti polmonari, epatici e splenici. La rifabutina è metabolizzata per poi essere eliminata per via renale e biliare. Ha una emivita di 36h.

## Farmacodinamica
La rifabutina deriva dalla rifamicina e ne condivide lo spettro d'azione ma con una maggiore efficacia specie nei micobatteri. Il farmaco è attivo su Mycobacterium tuberculosis, molti micobatteri atipici con rilevanza per il Mycobacterium leprae e il Mycobacterium avium complex, gram+, gram -, clamidie e anche toxoplasma. Risulta spesso efficace in caso di resistenza alla rifampicina

## Indicazioni
Molto efficace per i micobatteri come Mycobacterium tuberculosis, spesso anche resistenti alla rifampicina, M. kansaii, M. celatum, M. haemophilus, M. xenopi e soprattutto Mycobacterium avium e Mycobacterium leprae.
La rifabutina è anche funzionale su legionella, chlamydia trachomatis.
Risulta efficace su toxoplasma e il virus del HIV perciò usata su infezioni da micobatteri in pazienti affetti da AIDS.

## Meccanismo d'azione
La rifabutina facente parte delle rifamicine agisce impedendo il processo di trascrizione dell'informazione genetica da DNA a RNAm.

## Controindicazioni
Controindicata in caso di allattamento e nei bambini 

## Effetti indesiderati
Fra gli effetti collaterali più frequenti si riscontrano leucopenia, trombocitopenia, ittero, vomito, epatite e nausea.
Studi clinici dimostrano una riduzione dell'efficacia dei farmaci contraccettivi.